# Dave Watson (Fußballspieler, 1961)
Dave Watson (* 20. November 1961 in Liverpool) ist ein ehemaliger englischer Fußballspieler. Für die englische Nationalmannschaft bestritt er zwischen 1984 und 1988 zwölf Länderspiele.

## Leben und Karriere
Watson wurde in Liverpool geboren und spielte in seiner Jugend für den FC Liverpool. Anschließend wechselte er 1980 für 50.000 Pfund zu Norwich City, wo er in einem Derby gegen Ipswich Town sein Debüt in der ersten Mannschaft gab. Insgesamt bestritt er für Norwich 256 Spiele, von denen 212 Erstligapartien waren. Im Jahr 1985 gewann er als Mannschaftskapitän der „Canaries“ den League Cup, der damals Milk Cup hieß; im selben Jahr stieg er mit dem Verein jedoch auch in die zweitklassige Second Division ab. Zwar gelang in der Spielzeit 1985/86 mit dem Gewinn der Zweitligameisterschaft der direkte Wiederaufstieg, jedoch wechselte Watson bereits im direkten Anschluss für 1,23 Millionen Pfund zum FC Everton. Während seiner Zeit bei Norwich hatte er die ersten sechs seiner insgesamt zwölf Länderspiele bestritten und am 10. Juni 1984 bei einem 2:0-Erfolg gegen Brasilien sein Debüt gegeben. Mit seinem neuen Verein gewann er 1987 die englische Meisterschaft und 1995 den FA Cup.
Im März 1997 übte Watson nach dem Rücktritt von Joe Royle kurzzeitig das Traineramt beim FC Everton aus. Als schließlich im Juni 1997 Howard Kendall verpflichtet wurde, kehrte Watson wieder auf das Spielfeld zurück. Er setzte seine Karriere noch bis zum Jahr 2001 fort. Nach dem Ende seiner aktiven Spielerkarriere wurde er zur Spielzeit 2001/02 neuer sportlicher Leiter bei den Tranmere Rovers. Als er jedoch das ausgegebene Saisonziel - der Aufstieg in die zweite englische Liga - nicht erreichte, musste er nach lediglich einem Jahr wieder gehen. Später wurde er Talentscout bei Birmingham City.
Im Jahr 2002 wurde Watson in die Norwich City F.C. Hall of Fame gewählt.